# Aversa
Aversa est une ville italienne d'environ 49 780 habitants (2022), située dans la province de Caserte en Campanie, dans l'Italie méridionale.

## Géographie
Aversa est située dans la région de Naples en Italie méridionale.

## Histoire
La région est dominée par les Étrusques (Étrurie de Campanie, capitale : Vulturnum), et il semble que ce soit eux qui donnèrent son nom à la ville, Velsu, en référence à la cité de Velzna. Velsu devint au fil des ans Verzelus, Versaro, et enfin Aversa.
Mais l'histoire d'Aversa commence officiellement en 1022, lorsque le normand Rainulf Drengot s'y installe dans un petit palais fortifié, et érige cette modeste cité en comté, en accord avec le duché de Naples. Le fief d'Aversa est le premier établissement normand permanent hors du duché de Normandie, la première implantation normande dans la péninsule.
Le comte d'Aversa Richard Drengot annexe en 1058 la principauté lombarde de Capoue, fief du Saint-Siège, à la suite de son excommunication. Il y fait prisonnier le pape Léon IX, qui est traité avec tous les égards dus à son rang, et Richard l'escorte jusqu'à Rome où il le libère. Les deux hommes ayant liés des liens d'amitié, l'excommunication est levée, Aversa devient diocèse, son premier evêque est Azzolin.
La ville est incendiée en 1139 par Roger II de Sicile, qui vient d'éliminer son plus redoutable opposant, Rainulf II d'Alife, son beau-frère.
En 1345, c'est au palais normand que quelques nobles napolitains pendent à une fenêtre André de Hongrie, époux de Jeanne, reine de Naples. En 1347-1348, le frère d'André, Louis Ier de Hongrie, descend la péninsule avec toute une armée et venge le meurtre : Charles de Durazzo, considéré comme complice, est pendu à la même fenêtre.
Lors de la septième guerre d’Italie (1526-1529), les dernières troupes françaises rescapées du siège de Naples furent écrasées par les Impériaux près d'Aversa le 28 août 1528. La capitulation fut signée le 30 août par le comte Guido I Rangoni (it) au nom du marquis de Saluces, trop malade pour se déplacer.
En 1656, une épidémie de peste décime la population.
Aversa est le lieu de naissance du musicien Domenico Cimarosa (1749-1801).
Sous le royaume de Naples, la municipalité fut amputée d'une partie de son territoire, afin de créer celle de Cardito. Est ouverte en ville à cette époque la Banco dei pegni (Mont-de-Piété). De plus, Joachim Murat met fin au système féodal, et nationalise les biens de l'Église.

## Administration
| Période                                  | Période | Identité | Étiquette | Qualité |
| ---------------------------------------- | ------- | -------- | --------- | ------- |
|                                          |         |          |           |         |
| Les données manquantes sont à compléter. |         |          |           |         |

### Communes limitrophes
Carinaro, Casaluce, Cesa, Frignano, Giugliano in Campania (NA), Gricignano di Aversa, Lusciano, San Marcellino, Sant'Antimo (NA), Teverola, Trentola-Ducenta

## Personnalités liées à la ville
- Niccolò Gianpriamo (1686-1759), prêtre jésuite, missionnaire en Chine, astronome et mathématicien, né à Aversa.
- Marianna Iorio, femme politique.